# Villars (Dordogne)
Villars – miejscowość i gmina we Francji, w regionie Nowa Akwitania, w departamencie Dordogne.
Według danych na rok 1990 gminę zamieszkiwało 568 osób, a gęstość zaludnienia wynosiła 21 osób/km² (wśród 2290 gmin Akwitanii Villars plasuje się na 665. miejscu pod względem liczby ludności, natomiast pod względem powierzchni na miejscu 325.).